# Росія для росіян
«Росі́я для росія́н» (рос. Россия для русских) — політичне гасло російських націоналістів та шовіністів.

## Походження
Авторство гасла часто приписують одному з ідеологів чорносотенства Володимиру Грінгмуту, автору найстарішою з відомих публікацій із використанням цього гасла: «„Росія — для росіян“, — таке гасло Російської монархічної партії, яка ясно розуміє, що якщо надати Росію чужинцям, іновірцям й іноземцям, — то не тільки в Росії не буде Самодержавної Монархії, але не буде і самої Росії». За іншими версіями, гасло з'явилося в період царювання імператора Олександра III . Так, є версія, що сам імператор вимовив: «Росія має належати росіянам, і всякий, хто живе на цій землі, зобов'язаний поважати і цінувати цей народ». Інші вважають, що автором є генерал М. Д. Скобелєв, якому приписують слова: «Хочу написати на своєму прапорі: „Росія для росіян і по-російськи“ та підняти цей прапор як можна вище!»
За словами генерала А. Н. Куропаткіна, Олександр III вибрав «Росія для росіян» своїм девізом, оскільки вважав за необхідне задовольнити народне почуття, за яким Росія має належати росіянам, звільнити зовнішню політику Росії від опіки іноземних держав, упорядкувати та скріпити внутрішній лад управління, розвинути духовні і матеріальні сили російського народу.
Гасло «Росія для росіян!» було співзвучно думкам Достоєвського, який писав, що «господар землі російської — є один лише росіянин (великорос, малорус, білорус — це все одно)».

## Значення
Гаслу «Росія для росіян» даються різні інтерпретації:
- Етнічні росіяни мають в Росії виняткові права.
- Росія з опорою на росіян. Що добре етнічній російській більшості, то добре всьому населенню Росії.
- Держава має служити своєму народові. Влада має належати нації.

Девіз викликав гостру критику практично з початку свого існування, в тому числі з боку деяких російських націоналістів. Так, чорносотенець Г. А. Шечков стверджував, що, по-перше, гасло не є самобутнім, а скопійованим із західних аналогів («Англія для англійців», «Німеччина для німців» тощо), а по-друге, що російянам недостатньо одного кровного зв'язку: «У нас на першому місці зв'язок духовний. Ми, перш за все, православні, а потім вже великоруси, грузини, малоруси, молдавани, литовці, білоруси і таке інше».
У грудні 2003 року президент Росії Володимир Путін, відповідаючи на запитання росіян у прямому ефірі, наступним чином прокоментував гасло: «Той, хто каже: „Росія — для росіян“, — знаєте, важко втриматися, щоб не давати характеристики цим людям, — це або непорядні люди, які не розуміють, що говорять, і тоді вони просто придурки, або провокатори, тому що Росія — багатонаціональна країна».
2009 року один із провідних американських центрів вивчення громадської думки Pew Research Center провів соціологічне дослідження, приурочене до 20-річчя падіння Берлінського муру. Одним із питань для росіян було про ставлення до цього гасла. Як повідомляється, погодилися з ним до 54% опитаних.
2010 року гасло «Росія для росіянъ» (з твердим знаком на кінці) включено в Федеральний список екстремістських матеріалів.